# Halo 2
Halo 2 är en förstapersonsskjutare utvecklad av Bungie Studios för Xbox. Spelet utannonserades av Bungie i augusti 2002., och släpptes till Xbox den 9 november 2004 i Nord- och Sydamerika, Asien, Australien och Nya Zeeland. I Frankrike, Belgien och Schweiz släpptes spelet den 10 november och i Japan och resten av Europa den 11, efter att ha varit under utveckling i tre år. Spelet är uppföljaren till Halo: Combat Evolved, och är det andra avsnittet i Halo-serien. I februari 2006 utannonserades Windowsversionen av Halo 2, som släpptes i slutet av maj 2007.
Spelet såldes i 2,4 miljoner kopior inom 24 timmar i Nordamerika och över fem miljoner på tre veckor runt om i världen, vilket är det mest sålda spelet till Xbox.

## Handling
I Halo 2 fortsätter historien från det första spelet Halo: Combat Evolved. "Covenanterna" har upptäckt jorden och den enda kvarvarande supersoldaten från Spartan-II projektet, Master Chief, får i uppdrag att borda det covenantskepp som landat över den afrikanska staden New Mombasa. Samtidigt fortsätter Covenants ledare, "The Prophets", sökandet efter fler Halos efter att Master Chief förstört den första funna Haloringen. Covenanterna har tron att en aktivering av Halo ska leda till "The Great Journey" (Den Stora Resan). Vad de inte vet är att Haloringarna byggdes för att stoppa en annan utomjordisk ras, "The Flood", som är en zombieliknande ras som genom infektion tar över varelsers kroppar. Med hjälp av ringarna, som är enorma vapen i omloppsbana kring planeter, dödade Forerunners (Ringarnas skapare) allt liv i galaxen i ett försök att stoppa the Flood.
Fokus skiftar också i detta spel från Master Chief till Covenanternas bästa krigare the Arbiter. Arbiter är en Elite som har blivit dömd till döden då han inte lyckades stoppa Master Chief från att spränga den första Haloringen, men som fick en andra chans i form av att agera som en Arbiter. Under sina uppdrag kommer Arbiter närmare sanningen om Haloringarna och när Arbiters och Master Chiefs vägar korsas har dörrarna öppnats för en tidigare osannolik allians och ett möjligt slut på kriget mellan Covenanterna och människorna.

## Rollista
- Steve Downes - Master Chief
- Dee Bradley Baker - Gravemind
- Julie Benz - Miranda Keyes
- Hamilton Camp - Prophet of Mercy
- Tim Dadabo - 343 Guilty Spark
- Robert Davi - SpecOps ledare
- Keith David - Arbiter
- Robin Atkin Downes - Prophet of Regret
- Miguel Ferrer - Heretic ledare
- John Michael Higgins - 2401 Penitent Tangent
- Ron Perlman - Lord Hood
- Kevin Michael Richardson - Tartarus
- David Scully - Sergeant A.J. Johnson / Elite
- Jen Taylor - Cortana
- Michael Wincott - Prophet of Truth

## Flerspelarspel
Halo 2 har stöd för flerspelarspel via system link (max 16 spelare), split-screen (max 4 spelare) och Xbox Live (max 16 spelare). Halo 2 var det mest spelade spelet över Xbox Live tills Gears of War släpptes. 
Man kan spela Matchmaking där man slumpas ihop med andra eller Custom Game (skapa ett party där man bl.a. bjuder in sina vänner.) I Custom game väljer man själv spelsätt och vilka man ska spela med.

### Matchmaking
Halo 2 har ett system som kallas matchmaking som går ut på att man väljer en spellista (exempelvis Team Slayer) för att sedan slumpas ut på en bana samt ett mer detaljerat spelsätt. Man matchas också ihop med personer som har liknande skicklighet. En del av spellistorna är rankade och ökar ens ranking om man spelar och vinner på dem, andra är orankade. Vilka spellistor som finns tillgängliga och vilka som är rankade har ändrats flera gånger sedan spelets realeasedatum, men 2007 var dessa spellistor tillgängliga (de sex första är rankade, de andra orankade):
- Double Team  - Lag med två personer i varje möter varandra
- Team Slayer - Lag möter varandra i slayer-matcher (döda så många som möjligt)
- Team Skirmish - Lag möter varandra i målbaserade matcher, exempelvis Capture the flag
- Team Snipers - Som Team Slayer fast alla deltagare har snipers.
- Team Hardcore - En blandning av Team Slayer och Team Skirmish där startvapnen ändrats och rörelsedetektorn är avstängd.
- H2 Challenge - Alla mot alla i slayer-matcher.
- Rumble Pit - Alla mot alla i slayer-matcher.
- Team Training - Spelsätt från de rankade laglistorna plus några fler.
- Big Team Battle - Stora lag i mestadels målbaserade spelsätt.
- Team SWAT - Lag möter varandra med sköldarna avstängda.

### Flerspelarspel-banor
I spelet följer 11 flerspelarspel-banor med (inklusive den upplåsbara banan Foundation). År 2005 släppte Bungie dock nio nya banor i form av tillägget Halo 2 Multiplayer Map Pack. Med detta tillägg är det möjligt att använda fler banor i det ursprungliga spelet. Tillägget fanns ursprungligen tillgängligt via Xbox Live mot en mindre kostnad. Sedan en tid tillbaka går detta tillägg att ladda ner gratis men för användare som saknar Xbox Live finns även en version lagrad på skiva.
Efter installation av Halo 2 Multiplayer Map Pack är bl.a. egenskaperna hos några av spelets vapen ändrade för att ge en bättre balans. Tillägget innehåller banorna Backwash, Containment, Elongation, Gemini, Relic, Sanctuary, Terminal, Turf och Warlock.
30 mars 2007 kom ytterligare två flerspelarspel-banor som var omgjorda varianter på banorna "Hang 'Em High" och "Derelict" från Halo: Combat Evolved. Dessa banor kostade från början 4 amerikanska dollar var, men släpptes gratis från och med 7 juli 2007 i samband med "Bungie Day".

## Övrigt
Spelet syns i en scen i filmen Benknäckargänget - Krossa dem.